# George Moscone
George Richard Moscone (24 de novembro de 1929 – 27 de novembro de 1978) foi um advogado e político norte-americano do Partido Democrata. Foi Prefeito de São Francisco de janeiro de 1976 até seu assassinato em novembro de 1978. Foi senador estadual na Califórnia de 1967 até tornar-se prefeito. No Senado da Califórnia, foi líder da maioria.